# Duomyia acrogenea
Duomyia acrogenea är en tvåvingeart som beskrevs av Mcalpine 1973. Duomyia acrogenea ingår i släktet Duomyia och familjen bredmunsflugor. Inga underarter finns listade i Catalogue of Life.